# Volkholz (Bad Laasphe)
Volkholz (mundartlich Volkes) ist ein westlicher Stadtteil von Bad Laasphe im nordrhein-westfälischen Kreis Siegen-Wittgenstein. Zum Ort gehören die Siedlungen Glashütte und Welschengeheu. 

## Geographische Lage
Volkholz liegt im Südteil des Rothaargebirges an der Einmündung des vom Jägerhain kommenden Ahbachs in den Oberlauf der Lahn. 
Neben der Lahn entspringen auch Sieg und Eder in der näheren Umgebung. Von der Kernstadt Bad Laasphe ist Volkholz rund 17 km (Luftlinie) entfernt.

## Geschichte
Am 1. Januar 1975 wurde durch das Sauerland/Paderborn-Gesetz (§ 19) die bis dahin selbständige Gemeinde Volkholz in die Stadt (Bad) Laasphe eingegliedert.

## Infrastruktur
Volkholz liegt an der Landesstraße 719 zwischen Bad Laasphe und Siegen. Es verkehren Busse der Verkehrsgemeinschaft Westfalen-Süd.

## Wirtschaft
Das im Jahr 1344 erstmals urkundlich erwähnte Dorf ist land- und forstwirtschaftlich geprägt. 
Ein weiterer Erwerbszweig für die Bewohner des Ortes war und ist die Eisenindustrie im angrenzenden Siegerland. Heute setzt wieder verstärkt Fremdenverkehr ein. Die Lage am Oberlauf der Lahn sowie die unmittelbare Nähe zum Rothaarsteig (ca. 1,5 km) zieht vor allem Wanderer an. Auch beginnt in Volkholz der gut ausgebaute Lahn-Radwanderweg, wodurch der Ort bei Radlern immer beliebter wird.